# Коњак ла Форе
Коњак ла Форе (фр. Cognac-la-Forêt) насеље је и општина у централној Француској у региону Лимузен, у департману Горња Вијена која припада префектури Рошешуар.
По подацима из 2004. године у општини је живело 1 025 становника, а густина насељености је износила 33 становника/km². Општина се простире на површини од 31,56 km². Налази се на средњој надморској висини од 418 метара (максималној 418 m, а минималној 171 m).

## Демографија
| 1962. | 1968. | 1975. | 1982. | 1990. | 1999. | 2004. | 2011. |
| ----- | ----- | ----- | ----- | ----- | ----- | ----- | ----- |
| 859   | 951   | 801   | 864   | 893   | 890   | 1.025 | 1.022 |

График промене броја становника у току последњих година